# Serge Mallet
Serge Mallet (* 20. Dezember 1927 in Bordeaux; † 16. Juli 1973 in Saint-Maximin (Gard)) war ein französischer Soziologe und Politiker, der international bekannt ist durch seine Studien zur Sociologie du Travail (Soziologie der Arbeit).
Mallet entstammte einer Handwerkerfamilie von der Gironde, nahm an der Résistance teil und war Anhänger der PCF. 1956 trennte er sich von der Partei und half die PSU mitzubegründen, in deren ersten Nationalvorstand er 1965 gewählt wurde.
Er war Mitarbeiter des Nouvel Observateur und der Revue Arguments; außerdem veröffentlichte er Beiträge in Esprit, Les Temps Modernes und weiteren linksgerichteten Zeitschriften.

## Die neue Arbeiterklasse
Neben André Gorz gilt Mallet als führender Theoretiker der „neuen Arbeiterklasse“. Dies vor allem auf dem Hintergrund der anhaltenden marxistischen Debatte um die Bestimmung des politischen Subjekts künftiger gesellschaftlicher Umgestaltung.
Schon für Alain Touraine stellte 1958 einen Einschnitt dar, von der wirtschaftlichen Expansionsphase 1950–1958 hin zum Übergang Frankreichs zum „organisierten Kapitalismus“ (Herbert Marcuse) durch den Machtantritt des Gaullismus. Der Mai 1968 war dann die erste sozialistische Reaktion auf diese Entwicklung.
In mehreren betriebssoziologischen Untersuchungen stellt Mallet Zusammenhänge zwischen technologischem Entwicklungsstand der eingesetzten Produktionsweise und der Mentalität der Beschäftigten fest. Neben der herkömmlichen Differenz zwischen blouse bleu und blouse blanche findet er in technisch entwickelten Betrieben eine junge technische Intelligenz, die sich für technische Rationalität begeistert und daher die Forderung nach Mitbestimmung am Arbeitsplatz stellt. Von daher analysiert und begründet Mallet die unterschiedliche Aktions- und Protestbereitschaft der einzelnen Schichten der Arbeiterklasse.
Nach Einschätzung von Anthony Giddens hatten die Ereignisse des Mai 1968 die Hoffnungen beflügelt, dass die Arbeiterklasse durch eine revolutionäre Aktion das Ende des Kapitalismus herbeiführen werde. Die Wirklichkeit sei aber sehr viel prosaischer ausgefallen: Es gebe spezifische Faktoren, die Frankreich wie auch Italien in der gesellschaftlichen Entwicklung von derjenigen anderer kapitalistischer Gesellschaften unterschieden. Es überrasche demnach wenig, dass Frankreich und Italien eine Reihe anregender marxistischer Theoretiker hervorgebracht hatten; es überrasche indes ebenso wenig, dass deren Theorien weniger einleuchteten, wenn sie zum Beispiel auf die Verhältnisse in den Vereinigten Staaten angewandt würden.

## Schriften
- Paysans contre le Passé. Éditions du Seuil, Paris 1962.
- La nouvelle classe ouvrière. Éditions du Seuil, Paris 1963, (4. Aufl. 1969; deutsch: Die neue Arbeiterklasse (= Sammlung Luchterhand. 59). Übersetzt von Thomas Hartmann. Luchterhand, Neuwied u. a. 1972; englisch: The New Working Class (= European Socialist Thought Series. 4). Translated by Andrée and Bob Shepherd. Spokesman Books, Nottingham 1975).
- Die neue Arbeiterklasse in Frankreich, Hrsg.: Karl H. Hörning: Der „neue“ Arbeiter, Fischer Verlag, Frankfurt am Main 1972, S. 191–200
- Le Gaullisme et la Gauche. Éditions du Seuil, Paris 1965.
- Le pouvoir ouvrier. Éditions Anthropos, Paris 1971.